# Richard P. Herrick
Richard Platt Herrick (* 23. März 1791 in Greenbush, New York; † 20. Juni 1846 in Washington, D.C.) war ein US-amerikanischer Politiker. Er vertrat in den Jahren 1845 und 1846 den Bundesstaat New York im US-Repräsentantenhaus.

## Leben
Richard Platt Herrick wurde ungefähr acht Jahre nach dem Ende des Unabhängigkeitskrieges in Greenbush im Rensselaer County geboren. 1839 saß er in der New York State Assembly. Politisch gehörte er der Whig Party an. Bei den Kongresswahlen des Jahres 1844 für den 29. Kongress wurde Herrick im zwölften Wahlbezirk von New York in das US-Repräsentantenhaus in Washington, D.C. gewählt, wo er nach dem 4. März 1845 die Nachfolge von David L. Seymour antrat. Er verstarb allerdings vor dem Ende der Amtszeit am 20. Juni 1846 in Washington D.C. und wurde dann in Greenbush auf dem gleichnamigen Friedhof beigesetzt.